# Anders Due
Anders Due Hansen (født 17. marts 1982) er en tidligere dansk professionel fodboldspiller, som har spillet i Nykøbing FC, FC Vestsjælland, AaB, Lolland-Falster Alliancen, FC Nordsjælland, Vitesse Arnhem og på leje hos FC Nordsjælland.
Anders Due er fætter til den tidligere Fulham FC- og landsholdsspiller Claus Jensen.
Han har en god sparketeknik, og blev berømt herfor i Champions League-kampe, mod såvel Villarreal CF (scoring) og Manchester United (målgivende aflevering).
Anders Due er 177 cm høj og vejer 68 kg. Hans position på banen var som midtbanespiller (ofte brugt på kanten).

## Titler
- AaB
  - Superligaen: 2007/08 og 2013/14
  - DBU Pokalen: 2014